# Stílian Petrov
Stílian Alioixev Petrov (a vegades transliterat 'Stilian') (búlgar: Стилиян Петров) (Montana, Bulgària, 5 de juliol de 1979) és un futbolista búlgar que actualment capitaneja l'Aston Villa FC en la Premier League i l'equip nacional búlgar.